# Relações entre União Soviética e Iugoslávia
As Relações entre União Soviética e Iugoslávia (em russo: Советско-югославские отношения; Servo-croata: Odnosi Sovjetskog Saveza i Jugoslavije, Односи Совјетског Савеза и Југославије; em esloveno: Odnosi med Sovjetsko zvezo in Jugoslavijo; em macedônio/macedónio: Односите Советски Сојуз-Југославија) foram as relações exteriores históricas entre a União Soviética e a Iugoslávia (tanto o Reino da Iugoslávia de 1918 a 1941 quanto a República Socialista Federativa da Iugoslávia de 1945 a 1992). Ambos os estados foram extintos com a dissolução da União Soviética entre 1988 e 1991 e a desintegração da Iugoslávia entre 1991 e 1992. As relações entre os dois países desenvolveram-se de forma muito ambígua. Até 1940 eles eram abertamente hostis, e em 1948 eles se deterioraram. Em 1949, as relações entre a União Soviética e a Iugoslávia se deterioraram completamente. De 1953 a 1955, as relações bilaterais foram restauradas com a assinatura da Declaração de Belgrado, mas até o colapso da Iugoslávia elas permaneceram muito contidas. As relações com a União Soviética eram uma prioridade para Belgrado, uma vez que as boas relações, ou a falta delas, ajudaram o país a desenvolver o princípio da equidistância da Guerra Fria, no qual se baseava a política de não alinhamento da Iugoslávia. 
Embora não fossem geograficamente próximos, os dois países eram predominantemente eslavos, com significativas tradições cristãs ortodoxas orientais compartilhadas, que se refletiam particularmente nas relações históricas pré-Primeira Guerra Mundial entre o Império Russo e o Principado da Sérvia e o Principado de Montenegro. No entanto, laços históricos, culturais e políticos significativos não se refletiram em relações bilaterais estreitas, com tensões e divisões estratégicas persistindo durante quase toda a existência da Iugoslávia e da União Soviética. Foi apenas em junho de 1940 que o Reino da Iugoslávia reconheceu formalmente a URSS e estabeleceu relações diplomáticas,  um dos últimos países europeus a fazê-lo. 
Nas décadas de 1960 e 1980, o comércio entre os dois países foi significativo e cresceu até 1985. A URSS se tornou uma grande consumidora de produtos culturais iugoslavos com a publicação de traduções de livros de escritores iugoslavos, e também se tornou uma grande consumidora de filmes iugoslavos.
Enquanto no caso da União Soviética, a Federação Russa foi reconhecida internacionalmente como um único estado sucessor, houve sucessão compartilhada no caso da Iugoslávia com cinco estados sucessores soberanos e iguais que foram formados após a dissolução da federação.   A Sérvia e a Federação Russa, no entanto, reconhecem a continuidade de todos os documentos interestatais assinados entre os dois países desde 1940. A Croácia, utilizando o princípio e o procedimento legislativo da sucessão de Estados, reconhece formalmente alguns dos antigos acordos, como o Acordo de 1955 sobre Cooperação Científica e Técnica, o Acordo de 1974 sobre Cooperação Cultural, Científica e Educacional e o Acordo de 1988 sobre Reconhecimento de Qualificações do Ensino Superior. 

## História

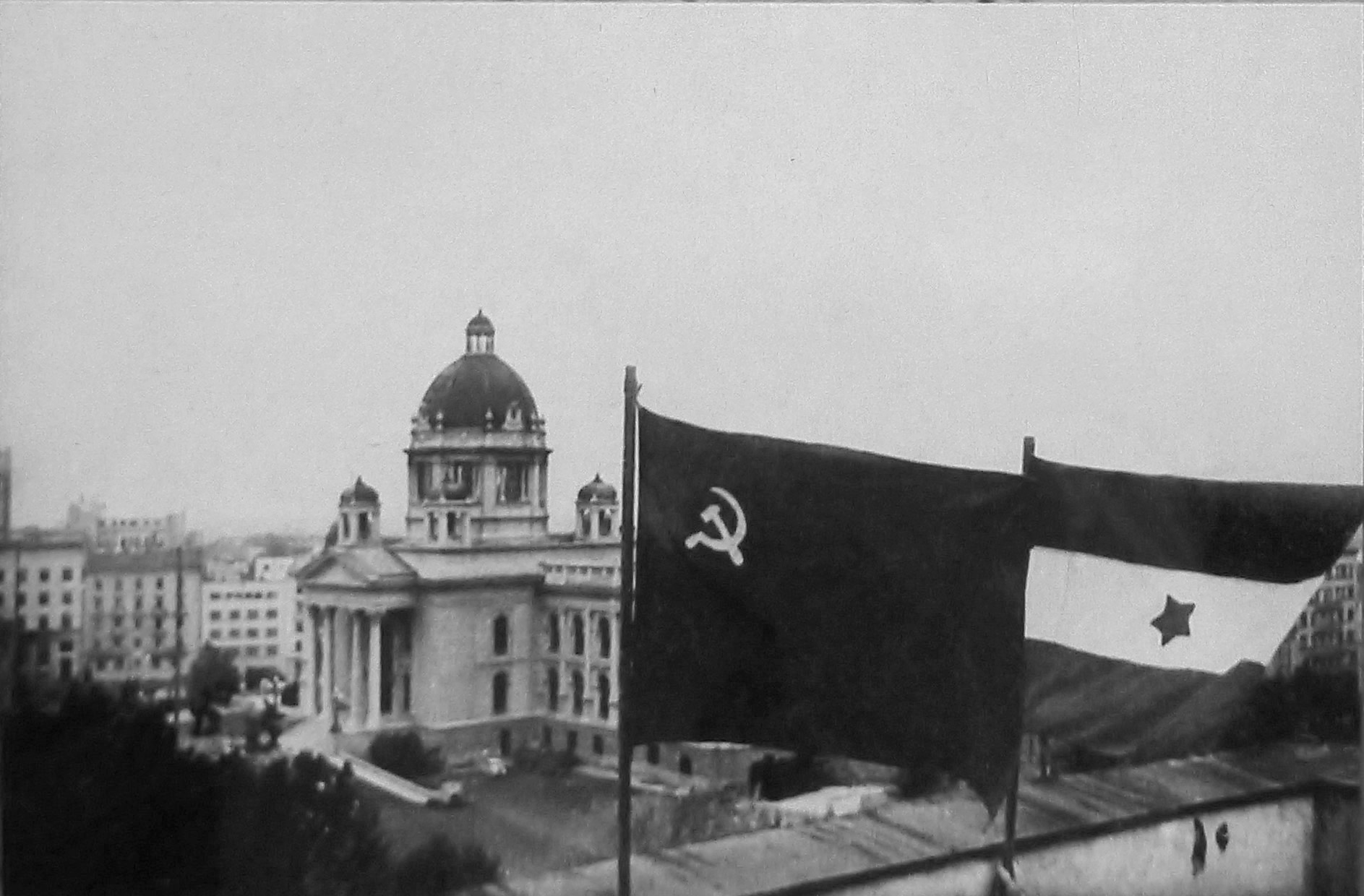
Bandeiras da URSS e da Iugoslávia em frente à Assembleia Nacional em Belgrado, em 1944

### Período entreguerras
Depois que a Guerra Civil Russa terminou em 1922 com uma vitória bolchevique, as relações entre o Reino da Iugoslávia e a União Soviética permaneceram frias. A partir de 1920, o governo do Reino dos Sérvios, Croatas e Eslovenos acolheu dezenas de milhares de refugiados russos antibolcheviques,  principalmente aqueles que fugiram após a derrota final do Exército Russo sob o comando do General Pyotr Wrangel na Crimeia em Novembro de 1920, explicando a sua hospitalidade apresentando-a como o pagamento da dívida que a Sérvia devia à Rússia pela intervenção desta última ao lado da Sérvia no início da Primeira Guerra Mundial.  O Reino de SHS tornou-se o lar de 40 000 exilados do Império Russo.  Em 1921, a convite do Patriarca Sérvio Dimitrije, a liderança da Igreja Russa no exílio mudou-se de Constantinopla para a Sérvia e, em setembro de 1922, em Karlovci (até 1920, sede do extinto Patriarcado de Karlovci), estabeleceu-se uma administração eclesiástica independente de fato que, alguns anos depois, foi instituída como Igreja Ortodoxa Russa Fora da Rússia (ROCOR).

### Segunda Guerra Mundial

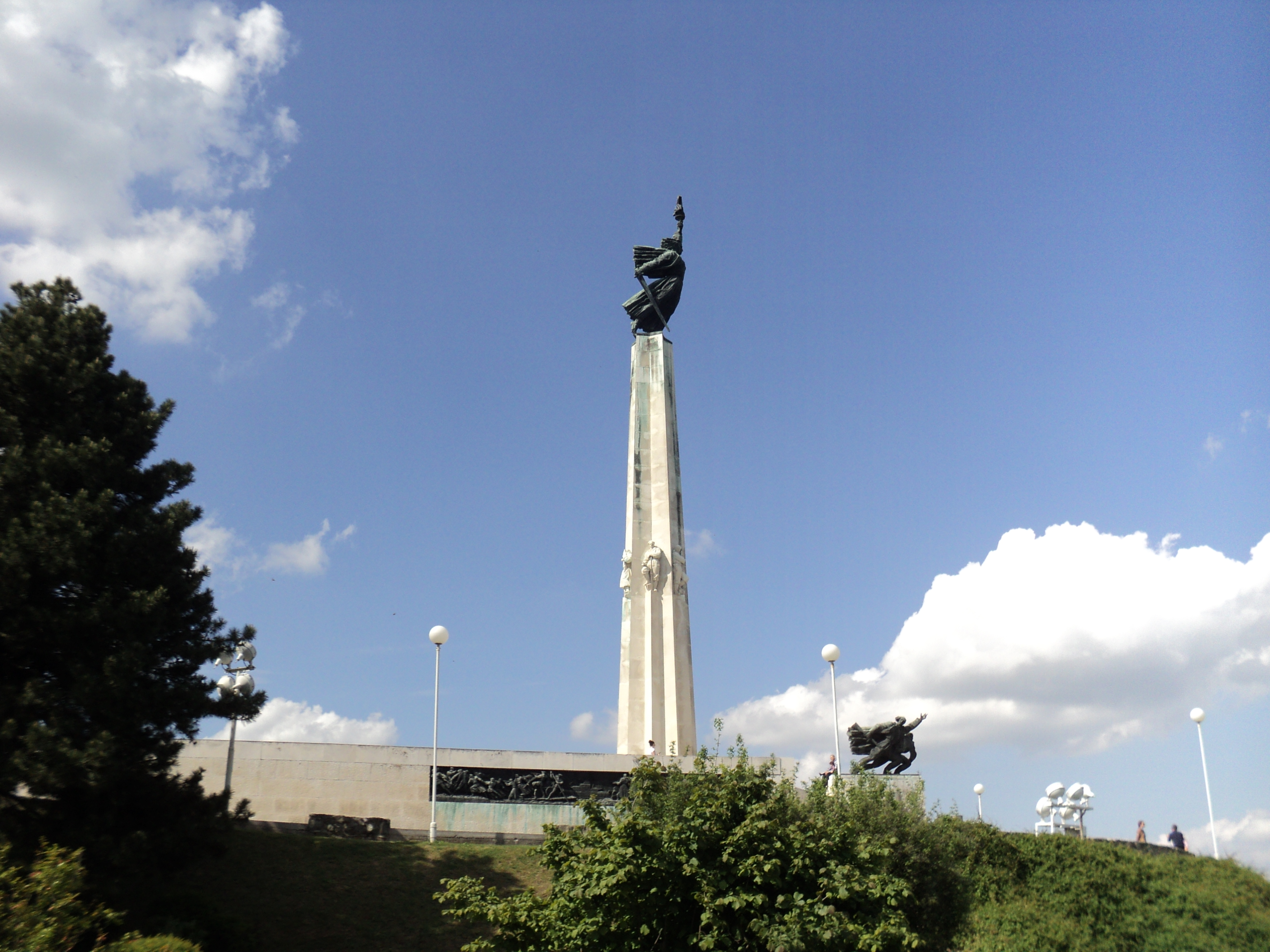
Monumento à Batalha de Batina em Batina por Antun Augustinčić

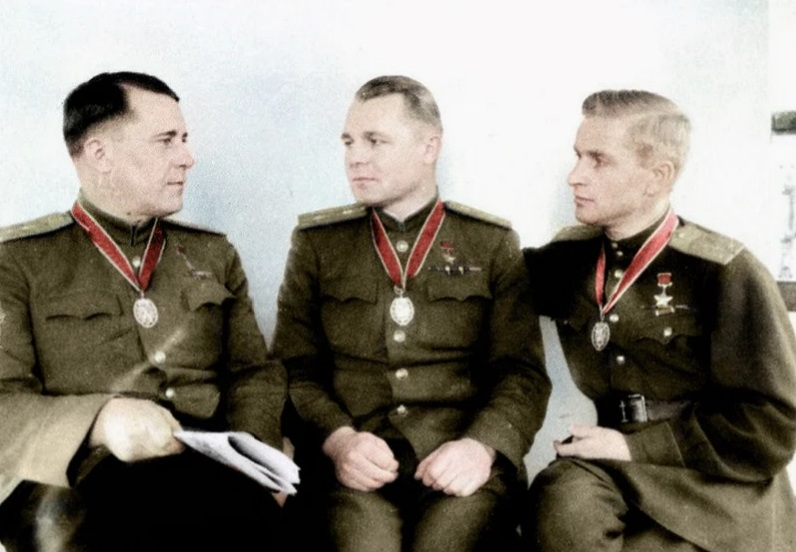
Os generais soviéticos Yakimov, Shornikov e Kalinkin, agraciados com a Ordem do Herói do Povo

Após o sucesso militar dos partisans iugoslavos, as novas autoridades do país queriam obter o reconhecimento internacional da União Soviética, do Reino Unido e dos Estados Unidos em oposição ao governo iugoslavo no exílio.  Moscovo e Londres estavam bem informadas sobre os acontecimentos durante a Segunda Guerra Mundial na Iugoslávia já no outono de 1941.  Antes da Conferência de Moscou, em outubro de 1943, Tito informou as autoridades soviéticas de que o seu movimento não reconhecia o governo no exílio e que impediria o Rei da Iugoslávia de qualquer tentativa de regressar ao país, pois isso poderia dar início a uma guerra civil.  Moscovo foi contido e reservado no seu apoio aos guerrilheiros jugoslavos, com medo de que isso pudesse antagonizar os aliados ocidentais.  Os soviéticos ficaram, portanto, irritados com o radicalismo da Segunda Sessão do Conselho Antifascista para a Libertação Nacional da Iugoslávia, que foi organizada sem quaisquer consultas prévias com a União Soviética.  Os militares soviéticos também ajudaram enviando carregamentos de armas aos guerrilheiros iugoslavos, principalmente armas de fogo e peças para submetralhadoras. A missão militar soviética aos guerrilheiros iugoslavos chegou em fevereiro de 1944, numa altura em que já existia uma missão britânica desde fevereiro de 1942.  Tito deixou a ilha de Vis em 19 de setembro de 1944 e em 21 de setembro encontrou-se com Stalin em Moscou.  Com apoio logístico e aéreo dos Aliados Ocidentais e das tropas terrestres soviéticas na fase final da guerra durante a ofensiva de Belgrado, os guerrilheiros acabaram ganhando o controle de todo o país e das regiões fronteiriças de Trieste e Caríntia. Embora o apoio soviético na fase final da guerra tenha sido significativo, particularmente no nordeste do país (Voivodina, Eslavônia, Belgrado), os comunistas iugoslavos, ao contrário da maioria dos comunistas da Europa Oriental, não basearam sua vitória principalmente na ofensiva do Exército Vermelho.  A União Soviética concordou em não tratar as partes libertadas do norte da Jugoslávia como territórios ocupados (como o resto dos territórios na Europa) e que a vida quotidiana seria organizada pela administração civil local.  Durante os seis meses de presença do Exército Vermelho na Jugoslávia, as autoridades civis receberam relatórios sobre 1219 casos de violação, 359 tentativas de violação, 111 homicídios, 248 tentativas de homicídio e 1204 assaltos com feridos.  Tito expressou a sua indignação com tais desenvolvimentos e com os esforços para recrutar soldados e polícias jugoslavos para os serviços secretos soviéticos.  Durante o encontro com Andrija Hebrang em Janeiro de 1945, Stalin referiu-se a relatos de comportamento inapropriado, mas sublinhou que se tratava de casos isolados.  Mais tarde naquele ano, durante o novo encontro entre Stalin e Tito, o líder iugoslavo mais uma vez reclamou dos casos de estupro em Belgrado, o que deixou o líder soviético sem uma palavra. 

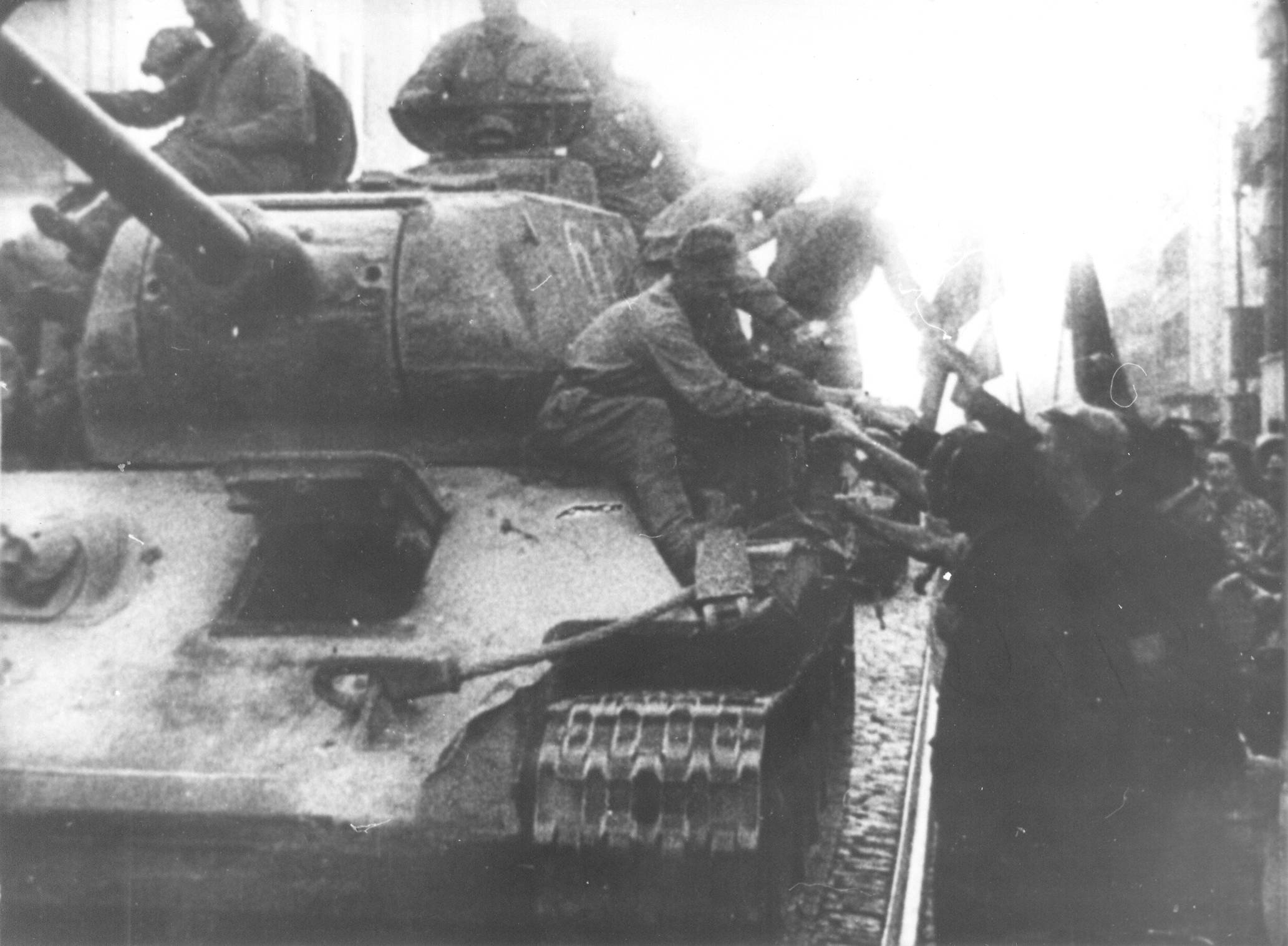
Boas-vindas do Exército Vermelho na Belgrado libertada em outubro de 1944
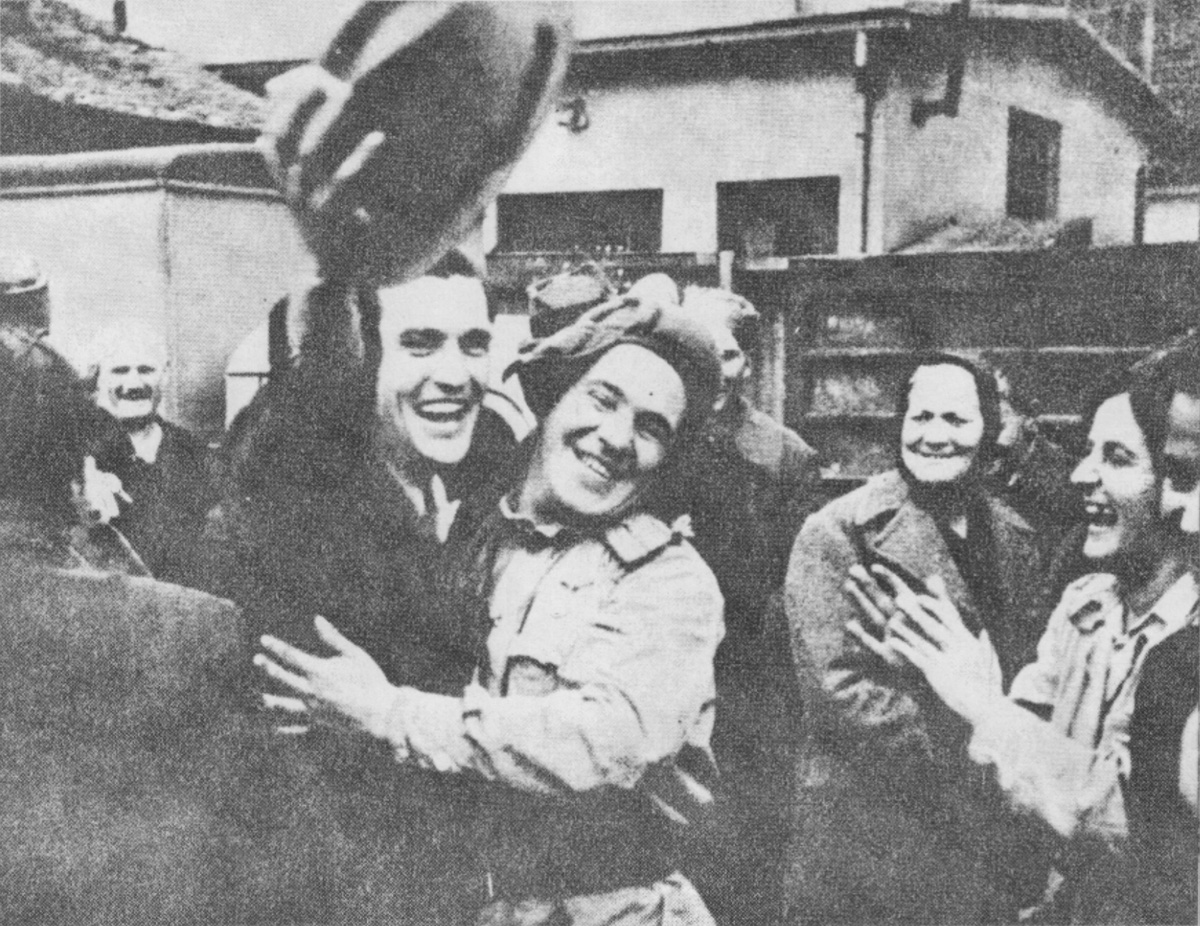
Libertação de Belgrado 1944
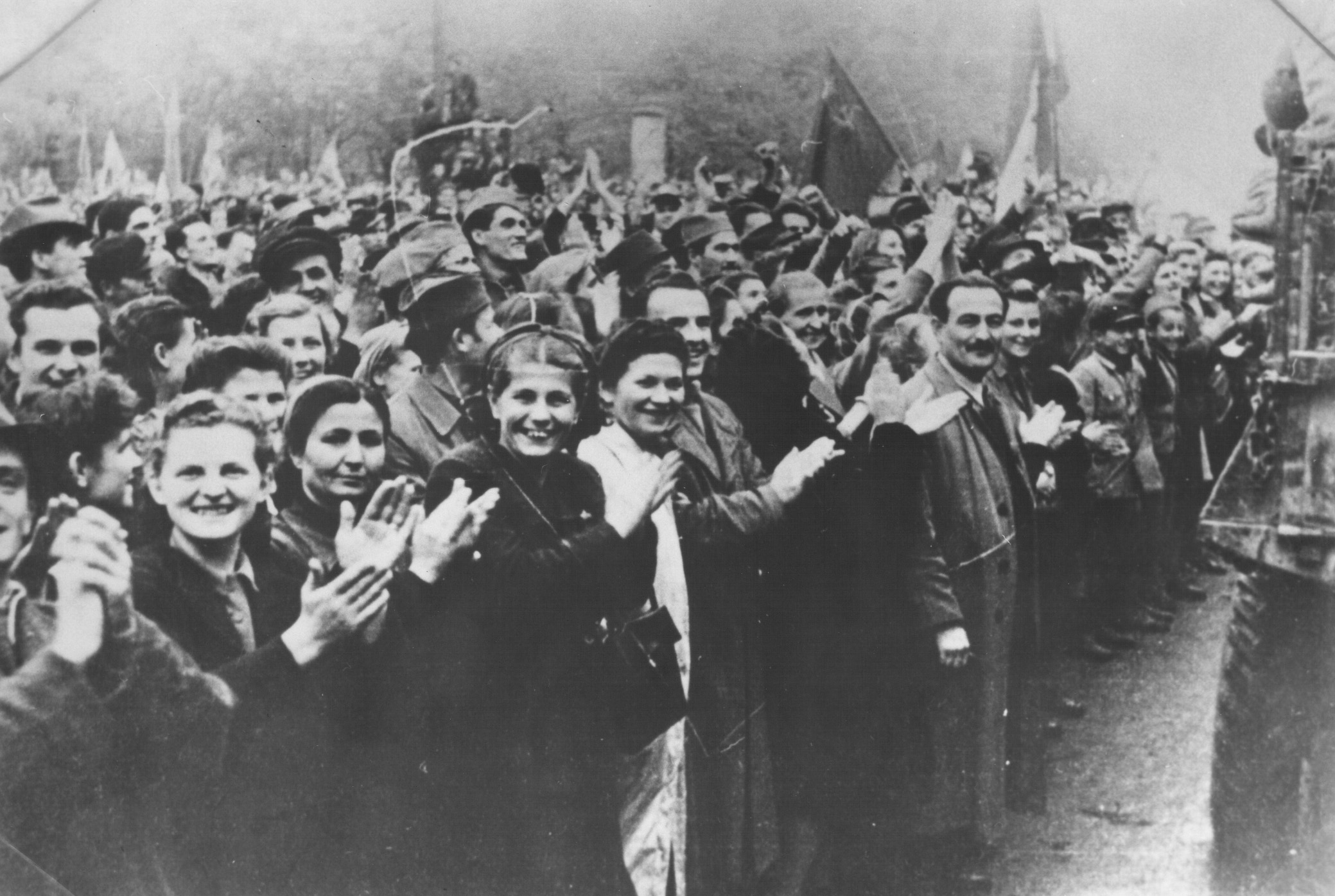
Libertação de Belgrado 1944
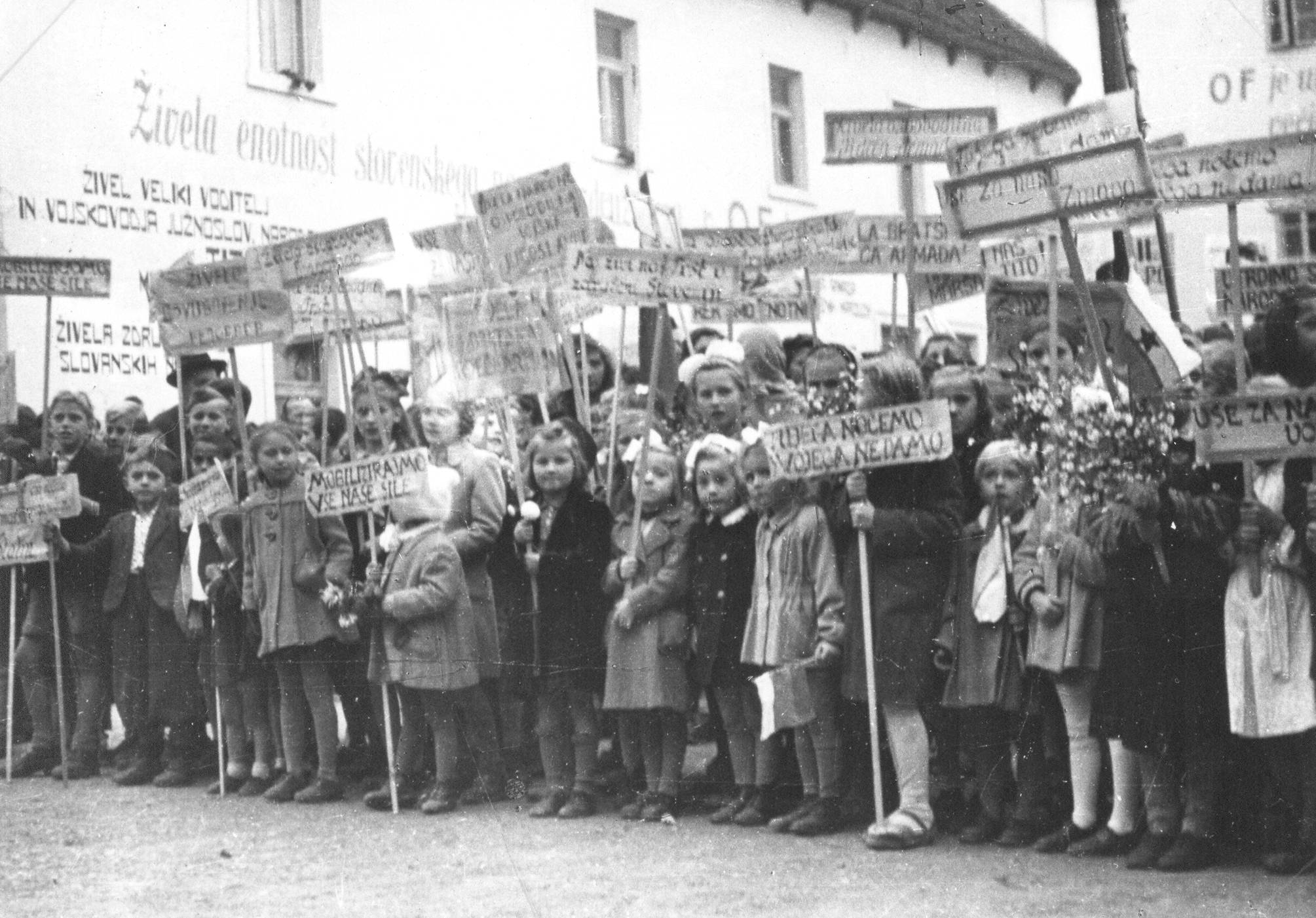
Celebração da Libertação de Belgrado na Eslovênia

### Guerra Fria

#### Período de reaproximação 1945–1948

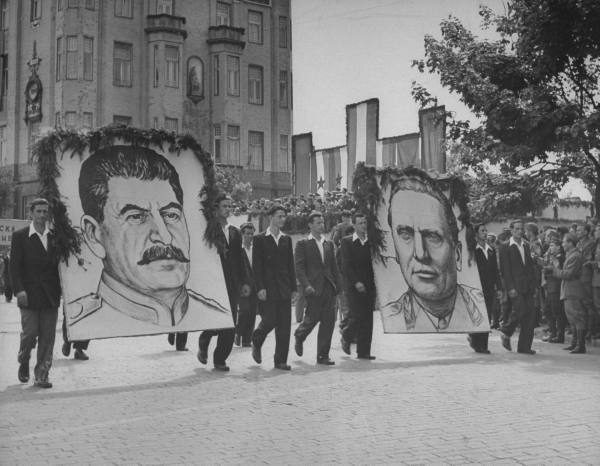
Belgrado, 1946

A Iugoslávia Socialista (declarada em 29 de novembro de 1945) foi reconhecida pela URSS em 19 de dezembro do mesmo ano. Em novembro de 1945, o Presidente da Iugoslávia, Josip Broz Tito, deu uma entrevista ao The Times na qual sublinhou que "o povo iugoslavo tem uma simpatia, amizade e fraternidade calorosas e profundas com os povos da União Soviética. Mas não há nada de exclusivo nisso", enfatizando a intenção do país de manter a independência.  De 1945 a 1948, a Iugoslávia assinou tratados de amizade e assistência mútua com quase todos os estados da Europa Oriental.  A Iugoslávia e a União Soviética assinaram o Tratado de Amizade e Cooperação em 11 de abril de 1945, em Moscou.  O Cominform estava inicialmente localizada em Belgrado.

#### Ruptura Tito-Stalin em 1948
Nos dois primeiros anos após a guerra, as relações entre a RSFI e a liderança soviética, que durante esse período procurou acomodar as demandas dos aliados ocidentais da URSS na Europa, não estavam totalmente livres de desacordos em uma série de questões, como as reivindicações territoriais da Iugoslávia sobre o Território Livre de Trieste, na Itália, e a parte da Caríntia da Áustria povoada por eslovenos da Caríntia, os esforços de Tito para desempenhar um papel de liderança em toda a região dos Balcãs, bem como sobre a relutância de Stalin em apoiar decisivamente os comunistas gregos na Guerra Civil Grega, que foram ativamente apoiados pela Iugoslávia, Bulgária e Albânia.   Uma deterioração drástica nas relações ocorreu no início de 1948. A suposição em Moscou era que, quando soubessem que ele havia perdido a aprovação soviética, Tito entraria em colapso. A expulsão efetivamente baniu a Iugoslávia da associação internacional de estados socialistas, enquanto outros estados socialistas da Europa Oriental posteriormente passaram por expurgos de supostos "titoístas". Perante o embargo económico do Bloco de Leste e a possibilidade de um ataque militar, a Jugoslávia procurou ajuda do Ocidente, principalmente dos Estados Unidos.  Stalin levou o assunto para o lado pessoal e tentou, sem sucesso, assassinar Tito em diversas ocasiões. A resistência bem-sucedida de Tito a Stalin em 1948 aumentou a sua popularidade tanto na Jugoslávia como em todo o mundo e definiu as futuras relações entre a União Soviética e a Jugoslávia.  Com a deterioração das relações, a representação iugoslava nas Nações Unidas chegou a acusar a União Soviética de ter iniciado a Guerra da Coreia. 

#### Normalização das relações no período de desestalinização

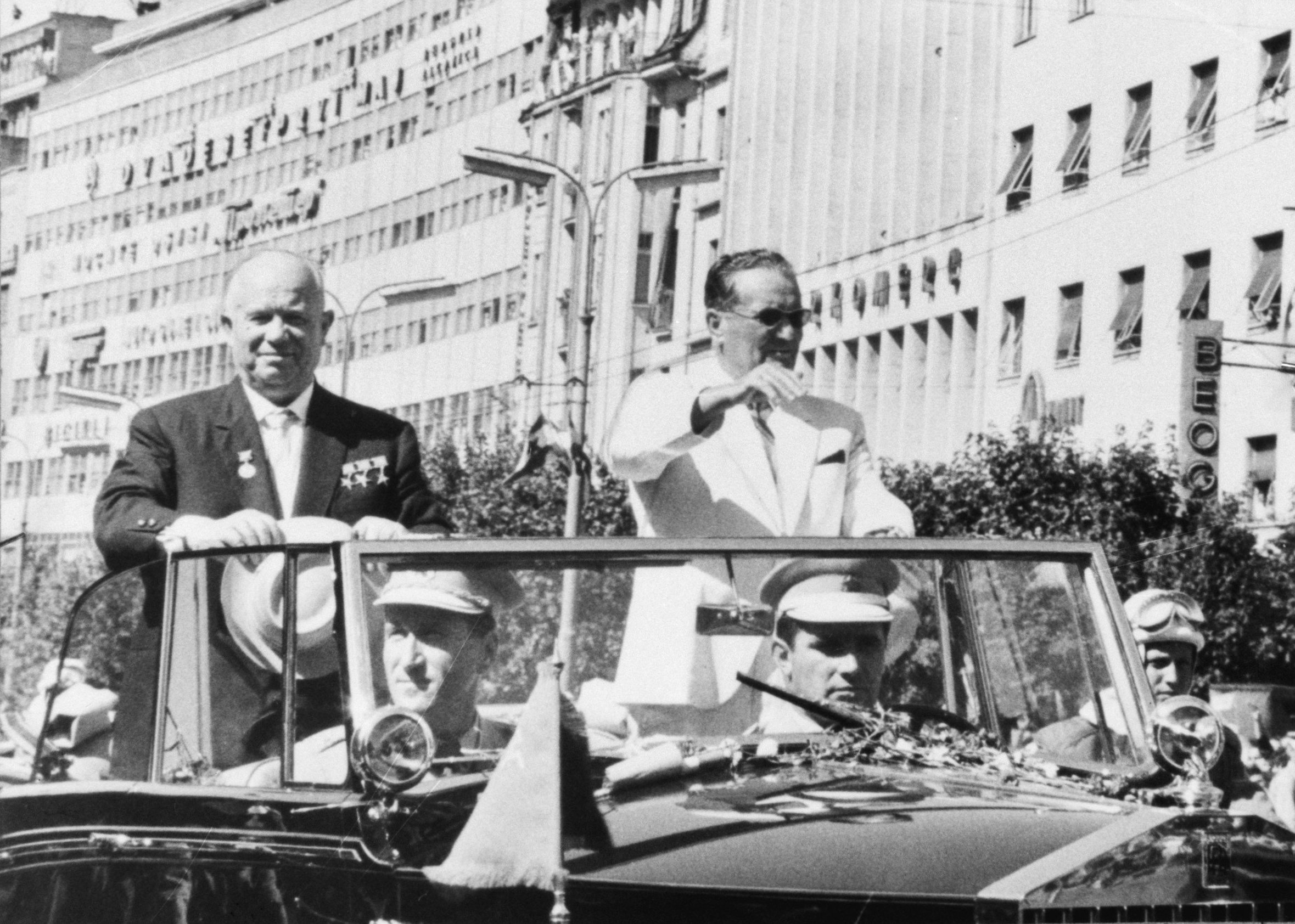
Nikita Khrushchev e Josip Broz Tito em Belgrado em 1963

A normalização iugoslava-soviética após a morte de Stalin foi influenciada pelo processo de desestalinização, criação do Movimento dos Países Não Alinhados e foi simbolizada numa troca de cartas em Março de 1955, quando Tito e Khrushchev concordaram em reunir-se em Belgrado. 
A autogestão socialista, embora nunca tenha sido formalmente adotada por nenhum estado do Bloco de Leste, era uma ideia popular na República Popular da Polônia, na República Socialista da Tchecoslováquia e na República Popular da Hungria. 
O presidente da Iugoslávia, Tito, até participou da Conferência do Pacto de Varsóvia de 1967 (a única vez em que o presidente da Iugoslávia esteve presente) em um esforço para convencer os países do Bloco Oriental a apoiar o aliado não alinhado da Iugoslávia, o Egito, na Guerra dos Seis Dias, enquanto a Iugoslávia também permitiu que os estados-membros usassem seu espaço aéreo para entregar ajuda militar. 
O novo período de antagonismo foi iniciado em 1968 com a invasão da Tchecoslováquia pelo Pacto de Varsóvia.  Ao contrário do apoio verbal iugoslavo à intervenção soviética na Hungria em 1956, a Iugoslávia condenou veementemente a invasão da Tchecoslováquia, que era vista como um país particularmente próximo. Em 12 de julho de 1968, o presidente da Iugoslávia, Josip Broz Tito, deu uma entrevista ao diário egípcio Al-Ahram, onde afirmou acreditar que os líderes soviéticos não são "pessoas tão míopes [...] que seguiriam uma política de força para resolver os assuntos internos da Tchecoslováquia".  O presidente Tito visitou Praga em 9 e 10 de agosto de 1968, poucos dias antes da intervenção, enquanto um grande grupo de 250.000 manifestantes se reuniu em Belgrado assim que a intervenção começou.  A Iugoslávia forneceu refúgio para numerosos cidadãos checoslovacos (muitos em férias) e políticos, incluindo Ota Šik, Jiří Hájek, František Vlasak e Štefan Gašparik.  Durante e após a invasão, milhares de cidadãos da Tchecoslováquia usaram a Iugoslávia como a mais importante rota de emigração para os países ocidentais. 
As relações melhoraram novamente após o 24º Congresso do Partido Comunista da União Soviética em 1971 com a nova estratégia política internacional soviética em relação aos Estados Unidos e ao movimento dos Não-Alinhados e a atitude positiva da Iugoslávia em relação à política soviética de redução da tensão e cooperação com o Ocidente.  Em 5 de junho de 1972, Josip Broz Tito recebeu a Ordem de Lenin, a mais alta condecoração nacional da União Soviética.

A diplomacia iugoslava ficou mais uma vez alarmada com a intervenção soviética de 1979 no Afeganistão, que, tal como a Iugoslávia, era na altura um país não alinhado e socialista, fora do Pacto de Varsóvia.  A Iugoslávia condenou oficialmente a intervenção soviética e expressou “espanto” e “profunda preocupação” com os desenvolvimentos no Afeganistão.  A intervenção ocorreu quando a situação de saúde do presidente da Iugoslávia, Josip Broz Tito, se deteriorou com a percepção de que Moscou estava à espera da morte de Tito para renovar a sua pressão sobre Belgrado. 

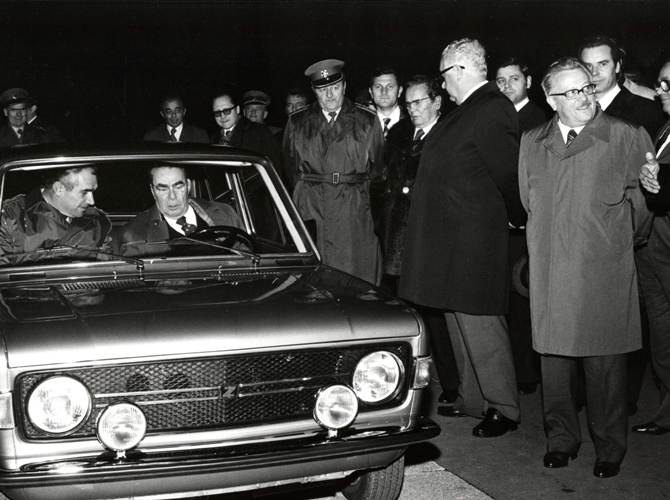
Leonid Brejnev na Zastava Automobiles em Kragujevac em 1976
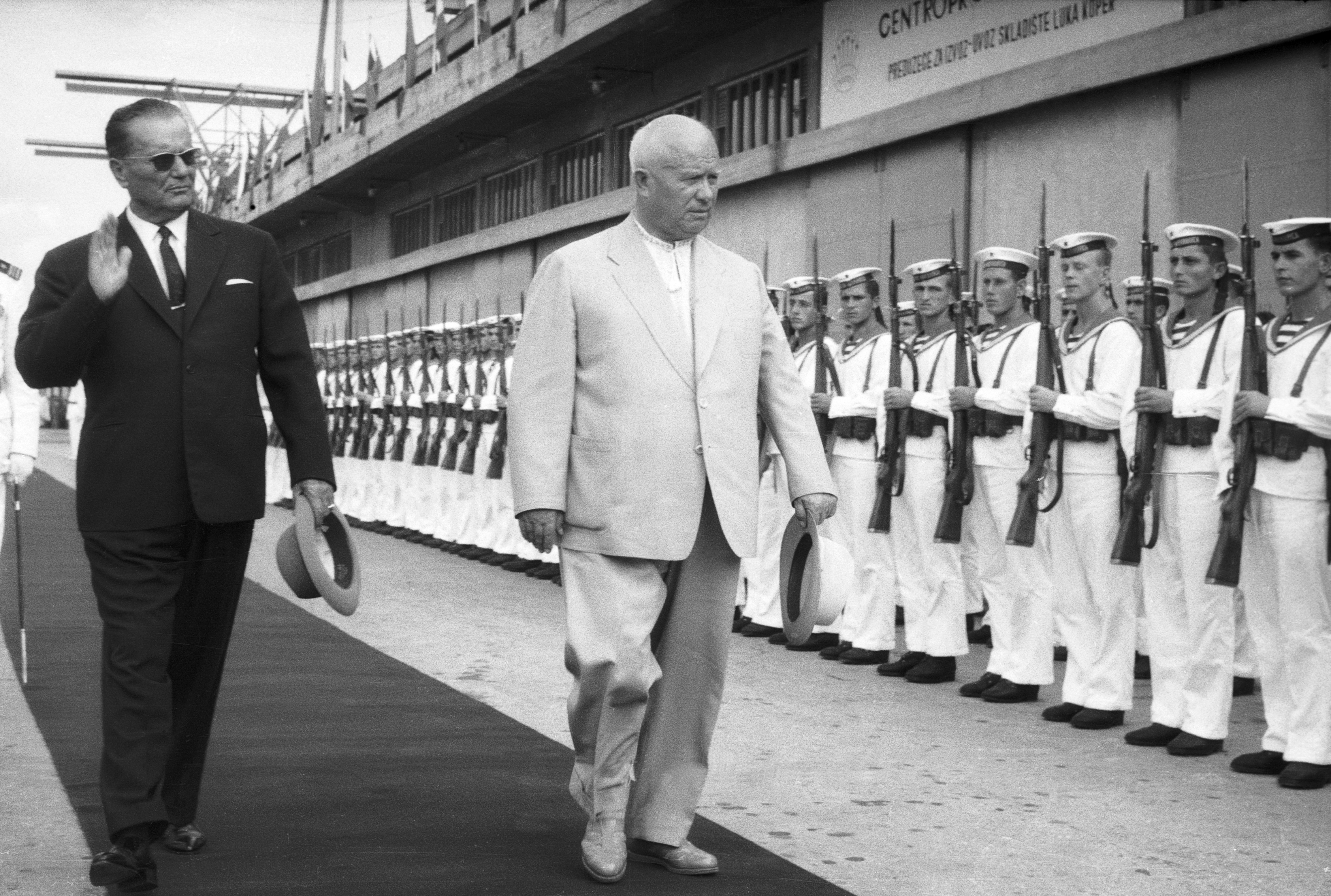
Nikita Khrushchov em Koper em 1963
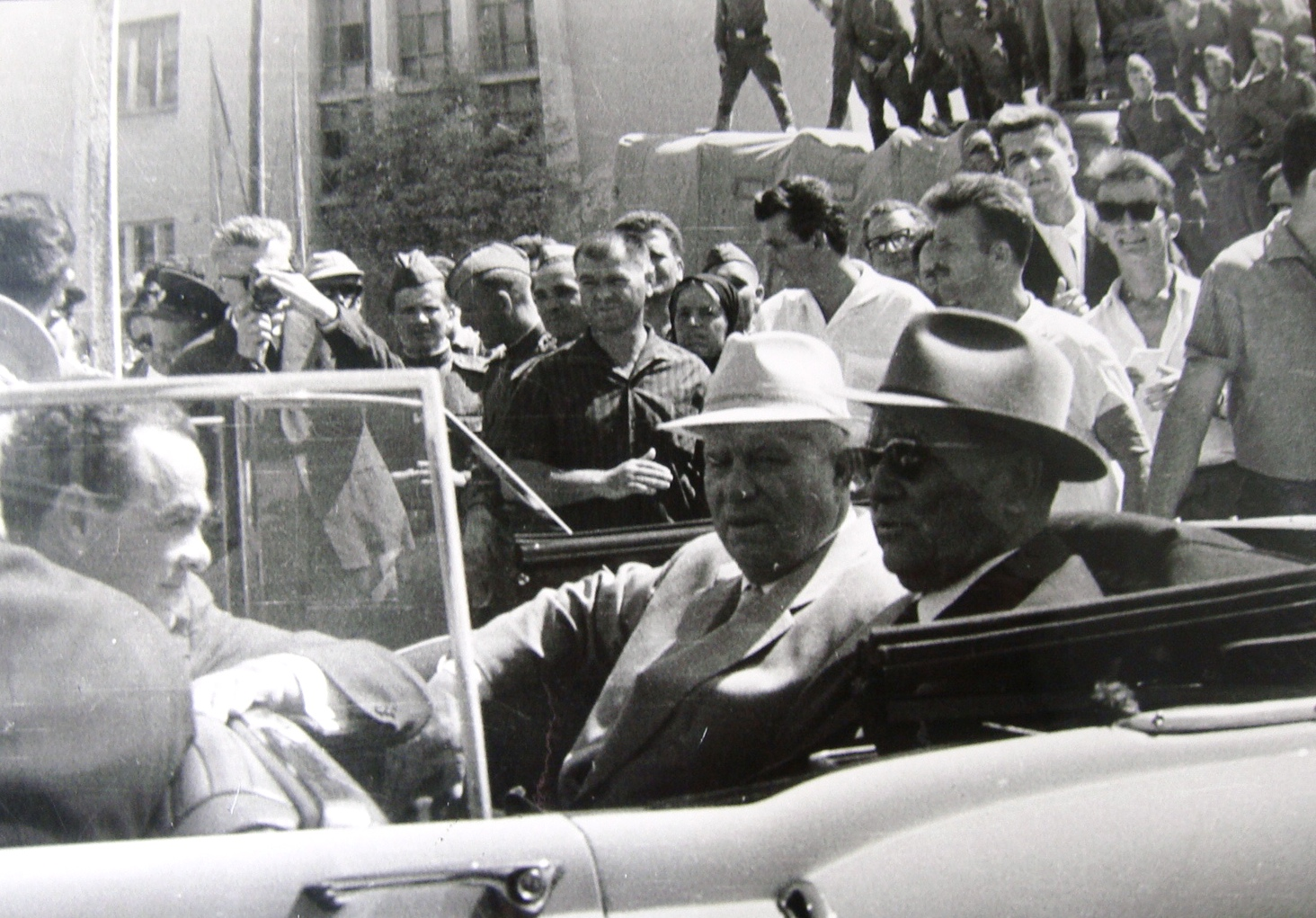
Tito e Khrushchev em Skopje em 1963
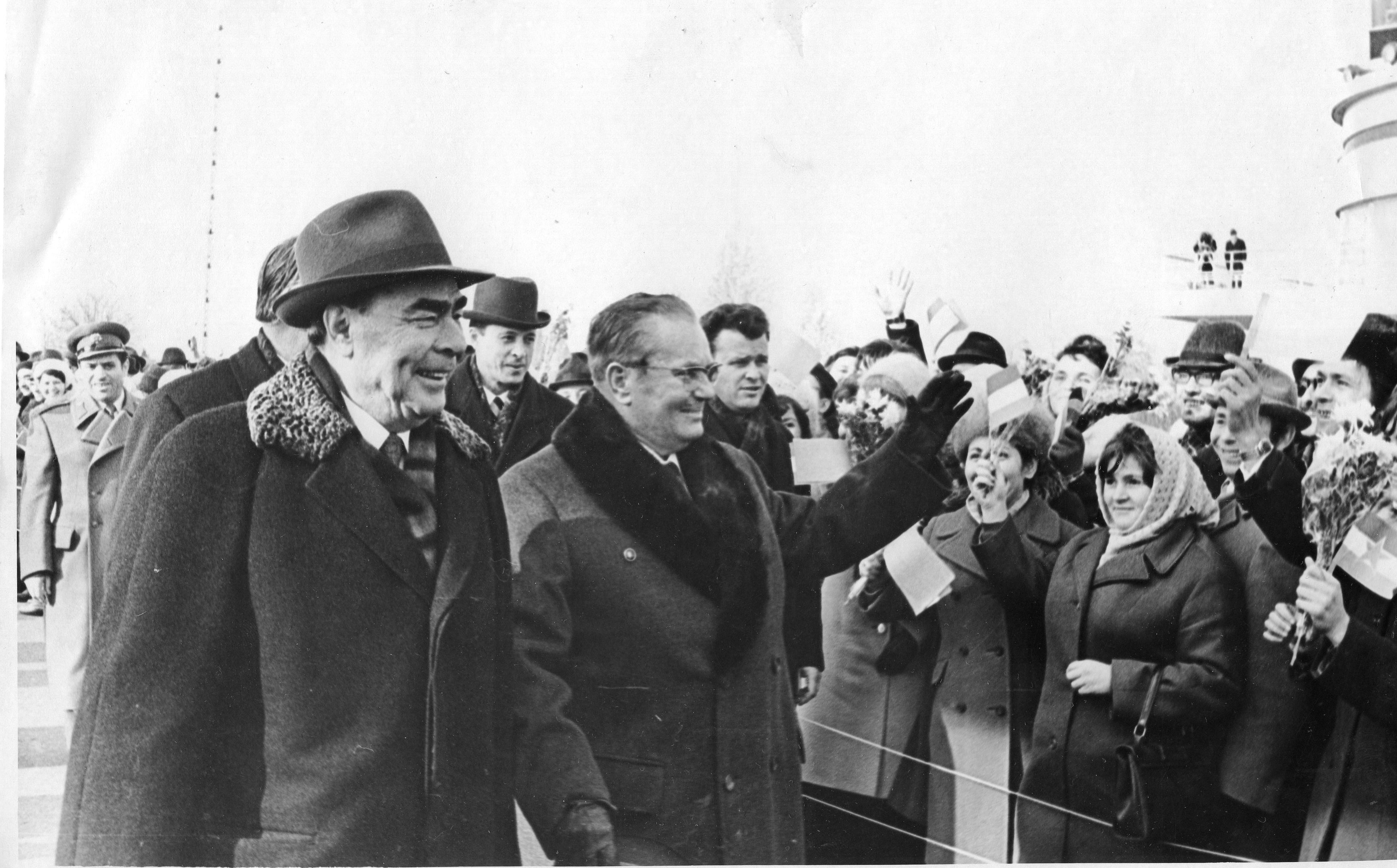
Leonid Brejnev e Josip Broz Tito em Kiev em 1973